# Bernhard Ebert
Bernhard Ebert (* 14. Dezember 1925 in Kandrzin, Deutsches Reich; † 18. Dezember 1999 in Hannover) war ein deutscher Pianist und Hochschullehrer.

## Leben und Wirken
Bernhard Ebert studierte in Leipzig Klavier bei Sigfrid Grundeis sowie Musiktheorie bei Johann Nepomuk David, bevor er an die Hochschule für Musik Berlin ging. Von 1950 bis 1991 lehrte Ebert als Professor für Klavier an der Hochschule für Musik und Theater Hannover. Unter seinen Schülern waren unter anderem Catherine Vickers, Hermann Kretzschmar, Georg Friedrich Schenck und Hwa-Kyung Yim.
Ab den 1960er Jahren bis 1989 leitete Ebert das Ensemble für Neue Musik der Hochschule, das regelmäßig bei den Tagen der Neuen Musik Hannover und auch außerhalb Hannovers auftrat.  Ab Ende der 1970er Jahre leitete er die Hochschul-Konzertreihe Die mannigfaltigen Aspekte des Klaviers im 19. und 20. Jahrhundert.
Als Pianist arbeitete Ebert unter anderem mit den Geigern Tibor Varga und Ivry Gitlis zusammen. Mit dem Pianisten Klaus Billing spielte er Werke zeitgenössischer Musik für zwei Klaviere (wie z. B. Monologe von Bernd Alois Zimmermann). Mit Varga machte er einige Kammermusikaufnahmen mit Werken von Beethoven und  Brahms, Debussy, Krenek und Schönberg. Auch auf der Alfred Koerppen Edition Vol. 3 (Deutsche Harmonia Mundi, 1993) wirkte er als Pianist mit.
Ebert veröffentlichte bei verschiedenen Radiosendern Features über Komponisten wie George Antheil sowie bedeutende Pianisten wie Gregory Ginzburg, Benno Moisewitsch und Ignaz Friedman, die er vorstellte und besprach.
Von 1973 bis 1996 leitete er jährlich einen Meisterkurs beim Tibor Varga Festival in Sitten (Schweiz). Zudem war er Jurymitglied bei internationalen Klavierwettbewerben, u. a. beim Concorso Pianistico Ferrucio Busoni in Bolzano, beim Concorso Pianistico Internazionale Franz Liszt in Parma und beim Europäischen Klavierwettbewerb Bremen.
Seit 1954 war Ebert mit der Sängerin Gunda geb. Blanke verheiratet, mit der er eine Tochter hatte.